# Mayra Verónica
Mayra Verónica Aruca Rodríguez (nacida el 20 de agosto de 1980), más conocida como Mayra Verónica, es una modelo y cantante cubana que adquirió fama en Estados Unidos. Su rol en el programa de Don Francisco Presenta hizo que llamara la atención de la revista FHM. Después de aparecer en la revista, que fue incluida en el calendario del 2004, participó en varios TV shows de habla hispana. También ha aparecido en videos musicales y comerciales.
Es muy conocida por ser la portavoz de United Service Organizations.

## Vida personal
Mayra Verónica nació en la Habana, Cuba. Su padre era miembro de una banda musical, «Los Dada». En el año 1984, Mayra emigró con su madre, Mayra Rodríguez dejando su padre, Arturo Aruca y su hermana Giselle Guzmán y el resto de su familia atrás. Un año después su padre se reunió con ellas, dejando atrás, a su otra hija Giselle Guzmán, quien, después de trece años, se reunió con su familia.
Como estudiante destacada, Verónica logró salir adelante, con sus amigas de la escuela de ballet «otras estudiante que podia pagar las clases» después sobrevivir las dificultades económica de la casa. Durante los años de la secundaria su cuerpo fue cambiando, volviéndose muy voluptuoso para el ballet, notando el efecto que causaba en los jóvenes. Su primer novio, a la edad de los 15 era un artista de la misma edad, a menudo la pintaba semi-desnuda y desnuda.

## Discografía

### Sencillos
| 2010                                                   | "If You Wanna Fly"                                                          | 9 | 11 | 21 | 5  | Saint Nor Sinner    |
| 2011                                                   | "Freak Like Me"                                                             | 3 | 18 | —  | 28 | Saint Nor Sinner    |
| 2013                                                   | "Ay Mama Mia"                                                               | 1 | —  | —  | —  | Saint Nor Sinner    |
| 2014                                                   | "No Boyfriend (No Problem)" (Sak Noel, DJ Kuba & Neitan con Mayra Verónica) | — | 38 | —  | —  | Sencillos sin álbum |
| 2015                                                   | "Party Crasher" (Nilz Van Zandt con Mayra Verónica)                         | — | —  | —  | —  | Sencillos sin álbum |
| "—" indica que ese lanzamiento no ingresó en la lista. |                                                                             |   |    |    |    |                     |